# Miles Davis Quintet / Sextet and Milt Jackson
Albums de Miles Davis
Blue Moods
(juillet 1955) The New Miles Davis Quintet
(novembre 1955)
Miles Davis Quintet / Sextet and Milt Jackson est un album Jazz Hard bop de Miles Davis enregistré le 5 août 1955.

## Historique
Après une altercation avec Miles Davis, le saxophoniste Jackie McLean quitta la formation en pleine séance d'enregistrement. Le Sextet devint alors Quintet, ce qui explique le nom particulier de cet album.

## Musiciens
- Miles Davis (Trompette)
- Jackie McLean (Saxophone alto)
- Ray Bryant (Piano)
- Percy Heath (Basse)
- Milt Jackson (Vibraphone), titres 1 et 3
- Arthur Taylor (Batterie)

## Titres
1. Dr Jackle (J. McLean) - 8:52
2. Bitty Ditty (T. Jones) - 6:34
3. Minor March (J. McLean) - 8:14
4. Changes (R. Bryant) - 7:10

## Citation
" Je suis retourné en studio pour un autre disque Prestige. Cette fois-là, j'ai fait appel à Jackie McLean à l'alto, Milt jackson au vibraphone, Percy Heath à la basse, Art Taylor à la batterie, et Ray Bryant au piano - je voulais un son be-bop. Je me rappelle que Jackie s'était tellement défoncé qu'il était terrifié à l'idée de ne pas pouvoir jouer. Je ne sais pas ce qu'il avait, mais ç'a été la dernière fois que j'ai fait appel à lui. Pour cette séance, on avait enregistré deux compositions de Jackie, Dr Jackle et Minor March. Puis sur Bitty Ditty, de Thad Jones, Art a eu un petit problème de tempo. Je savais qu'il y arriverait. Art est un type sensible, qu'on essaye de ne pas trop enguirlander parce qu'il pourrait le prendre trop au cœur. "
MILES L'AUTOBIOGRAPHIE.
Miles Davis avec Quincy Troupe. Presses de la Renaissance. 1989